# Delias eucharis
Espèce
Delias eucharis est une espèce de lépidoptères (papillons) de la famille des Pieridae.
- Répartition : Ceylan, Inde, Birmanie.

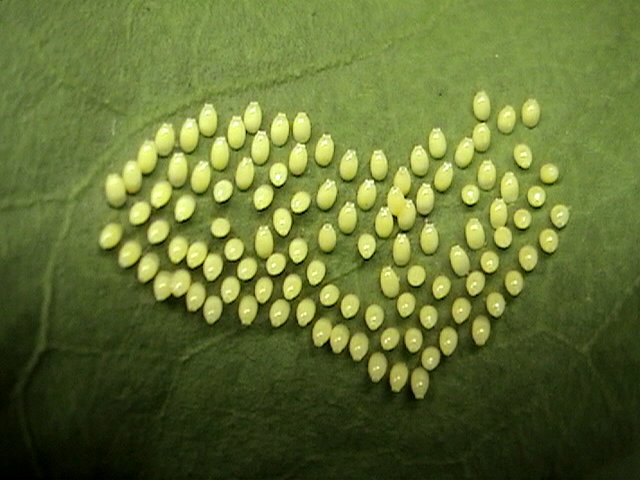
œufs
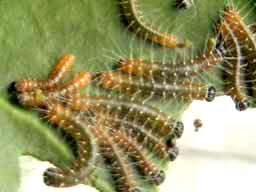
chenilles
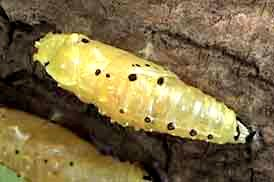
pupe
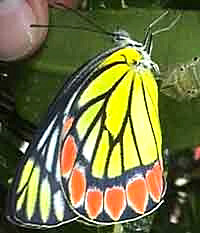
imago
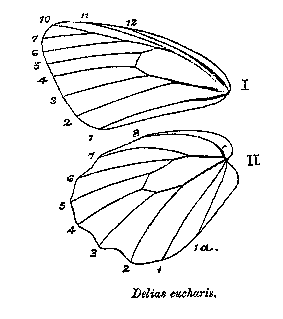
Détails de l'aile